# Belington
Belington – miasto w Stanach Zjednoczonych, w stanie Wirginia Zachodnia, w hrabstwie Barbour.